# Tres Lugares de Nueva Inglaterra

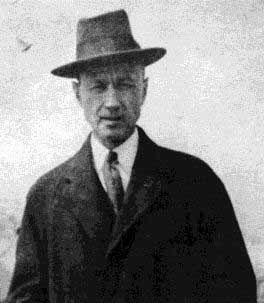
Charles Edwar Ives, 1913.

Tres Lugares de Nueva Inglaterra (Serie Orquestal n.º 1) (en inglés: Three Places in New England (Orchestral Set No. 1)) es una composición para orquesta sinfónica de Charles Ives, una de las más interpretadas del autor.

## Historia
Recientemente los estudiosos han demostrado que la mayor parte de ella fue escrita entre 1912 y 1921. Algunos de los manuscritos de la obra datan de 1908, pero por el tipo de papel y la escritura, de acuerdo con el musicólogo Gayle Sherwood, indican una fecha posterior a 1912. Es posible que la fecha de Ives se refiera a los esbozos preliminares que ahora están perdidos; también se ha sugerido que Ives alteró deliberadamente las fechas de sus obras para que pareciesen que las escribió antes de cuando realmente las hizo.
La obra no fue estrenada hasta 1930, cuando fue ejecutada en Boston. 

## Estructura
La obra tiene tres movimientos:
I. The "St. Gaudens" in Boston Common
II. Putnam's Camp, Redding, Connecticut
III. 'The Housatonic at Stockbridge
El primer movimiento se refiere al monumento hecho por Augustus Saint-Gaudens en Boston Common en homenaje al 54.º Regimiento de Infantería de Voluntarios de Massachusetts, un regimiento afrodescendiente que realizó un distinguido servicio durante la guerra civil estadounidense; está lleno de fragmentos de melodías de marchas y canciones distantes superpuestas en una textura densa y algo impresionista. 
El segundo movimiento comienza con una bulliciosa ráfaga de sonidos, en contraste con el primero, y ofrece juntas dos obras que Ives escribió en 1903; en suma es un ejemplo de la técnica de multi-niveles de Ives, presentando conjuntamente músicas evidentemente incompatibles en una compleja textura. 
El tercer movimiento, de acuerdo con el mismo Ives, está basado en un poema de Robert Underwood, y también recoge una experiencia que vivió durante una caminata que tomó un día con su esposa, durante la que pudo oír los sonidos distantes del servicio de una Iglesia además del movimiento del agua en un río, en Massachusetts.
Los tres movimientos están ordenadas de modo que el más primero es el más extenso y final el más breve. Una ejecución completa de la obra dura alrededor de dieciocho o diecinueve minutos.

## Estilo
Es una de las obras más interpretadas de Ives, y muestra muchas de las marcas características de su estilo: texturas en niveles o capas, con melodías múltiples y simultáneas, muchas de las cuales son himnos reconocibles y melodías de marchas; masas de sonido, clústers y contrastes texturales súbitos y marcados.